# Hemithraupis flavicollis
Hemithraupis flavicollis là một loài chim trong họ Thraupidae.